# Aleksas II Kalleas
Aleksas II Kalleas (I wiek p.n.e./I wiek?) - powinowaty dynastii herodiańskiej.
Był synem Aleksasa I, trzeciego męża Salome I, siostry Heroda Wielkiego. Poślubił nieznaną z imienia córkę Salome z pierwszego małżeństwa z jej stryjem Józefem I. Tak więc żona Aleksasa II była zarazem siostrzenicą i siostrą stryjeczną Heroda Wielkiego.
Istnieje domysł, że Aleksas II był ojcem Aleksasa III Helkiasza.